# Dorceus latifrons
Espèce
Synonymes
- Eresus eburneus Simon, 1876

Dorceus latifrons est une espèce d'araignées aranéomorphes de la famille des Eresidae.

## Distribution
Cette espèce se rencontre en Algérie et en Tunisie.

## Description
La femelle holotype mesure 12 mm.
Le mâle décrit par El-Hennawy en 2002 mesure 14,06 mm et la femelle 12,92 mm.

## Publication originale
- Simon, 1873 : Aranéides nouveaux ou peu connus du midi de l'Europe. (2e mémoire). Mémoires de la Société royale des sciences de Liège, sér. 2, vol. 5, p. 187-351, réimprimé seul p. 1-174 (texte intégral).